# Porte du soleil (sculpture)
Pour les articles homonymes, voir Porte du Soleil.
Porte du soleil ou La Porte du soleil est une sculpture monumentale réalisée en granit rose par Ivan Avoscan et installée en 1989 sur l'aire de repos de Savasse de l'Autoroute A7 en France. Elle est un exemple connu de ce qui est parfois appelé l'« art autoroutier ». Elle est constituée d'une porte dont l'ouverture est circulaire ; plus loin un disque semble représenter un miroir solaire.